# Universitatea „Eötvös Loránd” din Budapesta
Universitatea „Eötvös Lorand” din Budapesta (în maghiară: Eötvös Loránd Tudományegyetem, prescurtat: ELTE), pe scurt Universitatea din Budapesta este una dintre principalele universități din Ungaria, situată la Budapesta. Este universitatea cea mai mare și cea mai veche din Ungaria. A fost fondată în anul 1635.

## Istorie
Universitatea Eötvös Lorand, ELTE, a fost fondată în anul 1635 la Nagyszombat (în prezent Trnava), în Regatul Ungariei Răsăritene de către arhiepiscopul și teologul Péter Pázmány. Conducerea universității a fost încredințată iezuiților. În acea epocă, universitatea avea doar două facultăți: facultatea de arte și facultatea de teologie. Facultatea de drept a fost creată în 1667, iar facultatea de medicină, s-a deschis în 1769.
După dizolvarea ordinului iezuiților, universitatea a fost mutată la Buda, pe malul occidental al Dunării, în 1777, în acord cu intenția fondatorilor Universității din Budapesta. Abia în 1784 universitatea și-a găsit amplasamentul final, la Pesta, pe malul răsăritean al Dunării. Limba latină a fost limba de învățământ până în 1844, când a fost înlocuită cu limba maghiară, devenită oficială. Femeile au fost autorizate să studieze la această universitate începând cu anul 1895.
Până în anul 1950 universitatea s-a numit Universitatea Pázmány Péter, după numele întemeietorului. (Să nu se confunde cu Universitatea Catolică Pázmány Péter, o altă universitate, mai recentă).
În anul 1950 instituția a fost redenimită în Universitatea Eötvös Loránd, după numele fizicianului Loránd Eötvös (1848-1919).

## Universitatea în prezent

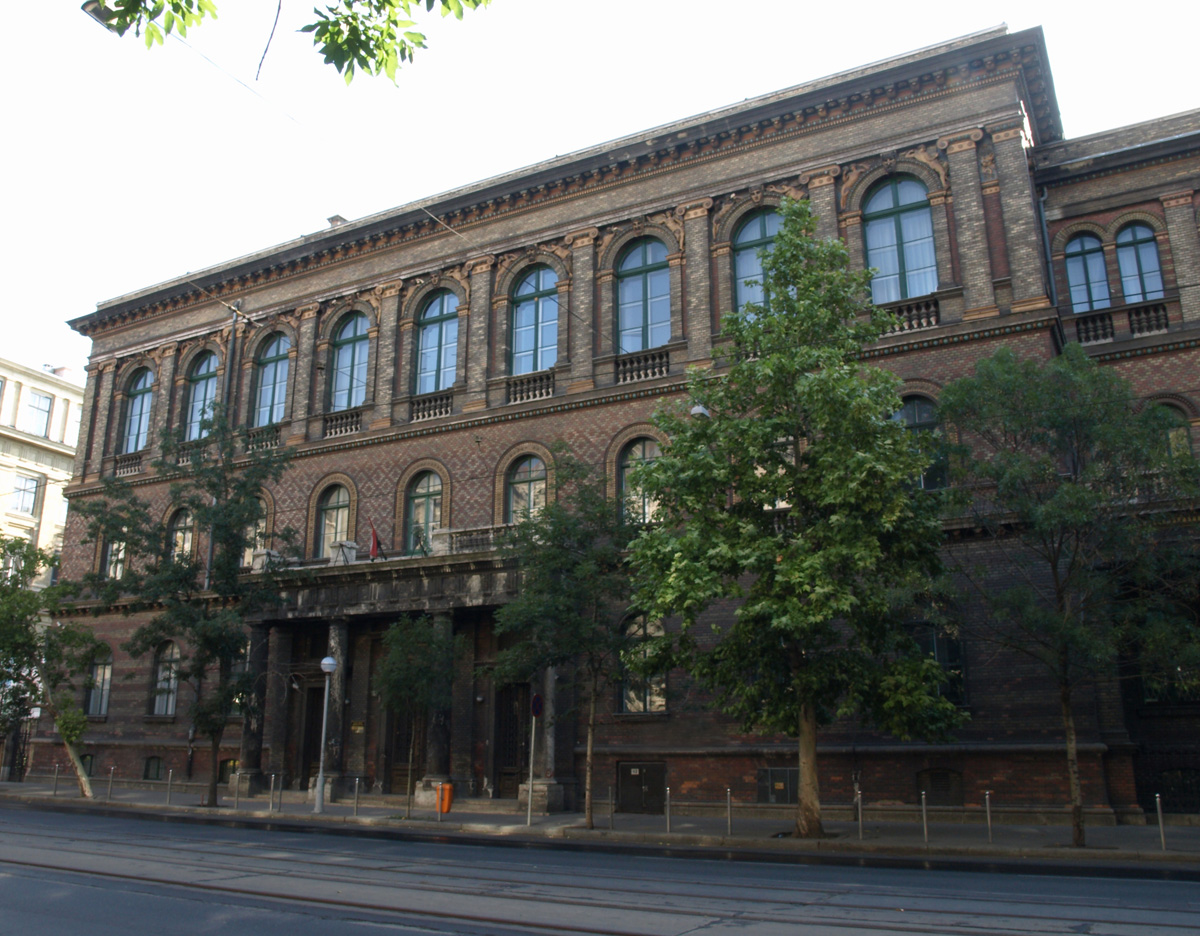
Corpul central al Universității Eötvös Loránd

În prezent, Universitatea numără opt facultăți și peste 30.000 de studenți. După clasamentul mondial al universităților din întreaga lume, realizat de Universitatea din Shanghai Jiao Tong (în 2005), ELTE ar fi cea de-a doua cea mai bună universitate din Ungaria (pe locurile 301-400 în clasamentul total), după cea din Seghedin (aflată pe locurile 203-300).
Universitatea Eötvös Loránd este afiliată la Rețeaua de la Utrecht.

## Facultăți
- Facultatea de Drept și de Științe Politice (ÁJK)
- Facultatea de Educație Specială „Bárczi Gusztáv” (BGGyK)
- Facultatea de Științe Umaniste (BTK)
- Facultatea de Informatică (IK)
- Facultatea de Educație și Psihologie (PPK)
- Facultatea de Științe Sociale (TáTK)
- Facultatea de Pregătirea Profesorilor din Școlile Elementare și din Grădinițe (TÓK)
- Facultatea de Științe (TTK)

## Rectori
- István Sőtér (1953-1956)
- Gyula Ortutay (1957–1963)
- István Sőtér (1963–1966)
- Károly Nagy (1966–1972)
- György Ádám (1972–1978)
- Gyula Eörsi (1978–1983)
- József Fülöp (1984–1990)
- Lajos Vékás (1990–1993)
- Miklós Szabó (1993–1999)
- Klinghammer István (2000–2006)
- Ferenc Hudecz (2006– 2010)
- Barna Mezey (2010 - prezent)

## Absolvenți, laureați ai Premiului Nobel

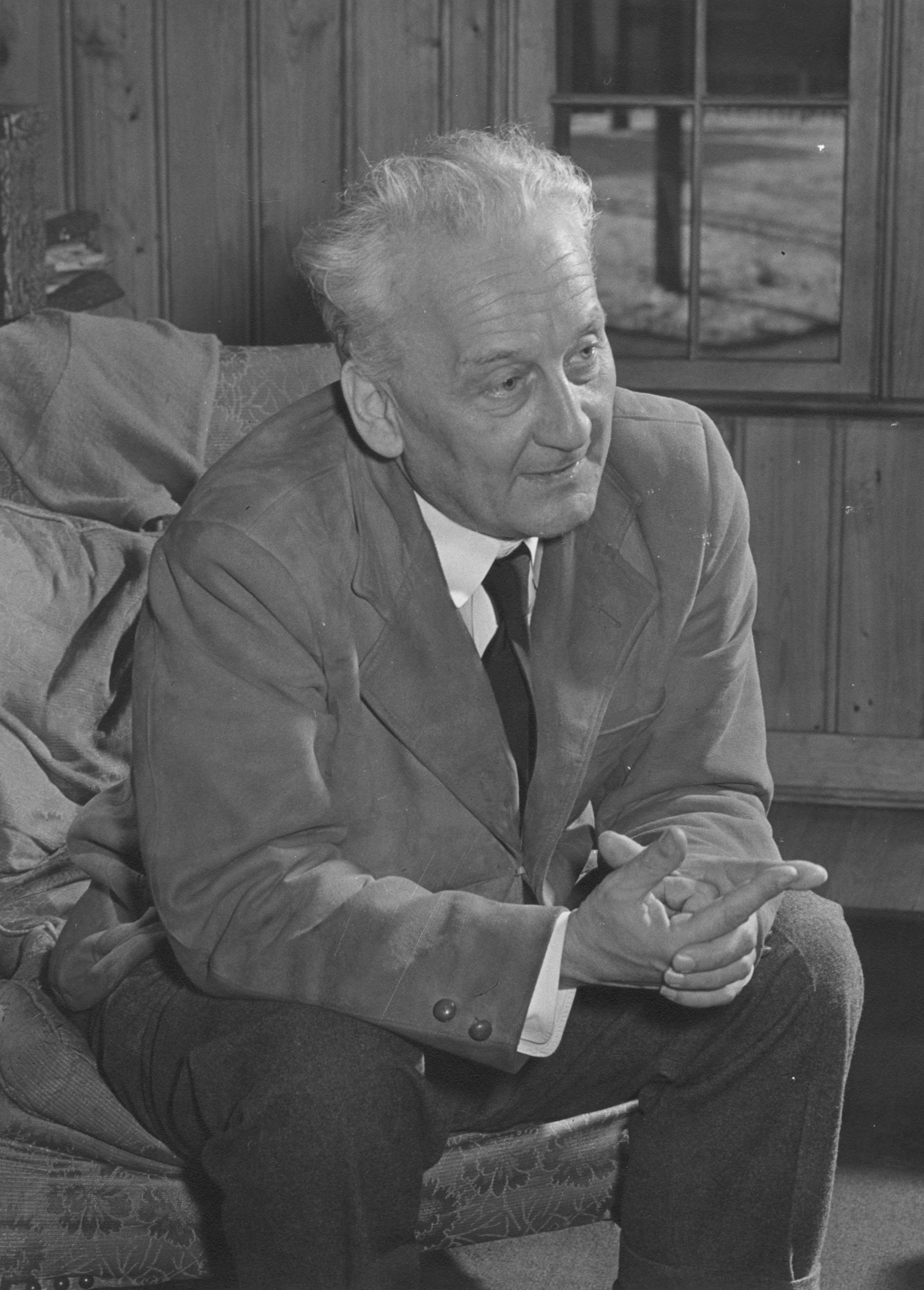
Laureatul Premiului Nobel, Albert Szent-Györgyi

- Philipp Lenard, Premiul Nobel pentru Fizică (1905)
- Albert Szent-Györgyi, Premiul Nobel pentru Fiziologie sau Medicină, pentru descoperirea vitaminei C (1937)
- George de Hevesy, Premiul Nobel pentru Chimie (1943)
- Georg von Békésy, Premiul Nobel pentru Fiziologie sau Medicină (1961)
- John Harsanyi, Premiul Nobel pentru Științe Economice (1994)

## Absolvenți
| - Miklós Ajtai - József Antall - Mihály Babits - Wilhelm Bacher - Albert-László Barabási - Georg von Békésy - Christine L. Borgman - Alexandru Borza - Ion Ciocan - Laszlo Garai - Ahn Eak-tai - Paul Erdős - Peter G. Gyarmati - Zsuzsanna Jakab - László Kákosy - Andras Kornai - Lajos Kossuth - Ferenc Krausz - Miklós Laczkovich - Ágnes Heller - John Harsanyi - Francisc Hubic - László Kalmár - Karl Kerényi - László Lovász | - Ioan Lupaș - Iuliu Maniu - László Mérő - Péter Molnár - Teodor Murășanu - Ádám Nádasdy - John von Neumann - Viktor Orbán - Raphael Patai - Rózsa Péter - Ágoston Pável - Karl Polanyi - Michael Polanyi - Peter Pulay - Alexandru Rusu - Michael Somogyi - Gyula Strommer - József Szájer - Franz Tangl - Éva Tardos - Stephen Ullmann - Ferenc A. Váli - Iosif Vulcan - Sándor Wekerle - Franz Wittmann |

## Partenariate
Universitatea Eötvös Lorand (ELTE) face parte din: 
- Grupul Coimbra
- Rețeaua de la Utrecht
- UNICA (Universitățile din Capitalele Europei)
- European University Association (UCE)
- Conferința Rectorilor Universităților Dunărene
- AUDEMER (Alianța Universităților pentru Democrație)

## Limba română la Universitatea din Budapesta
- Episcopul greco-catolic Vasile Erdeli-Ardeleanu a reușit, cu sprijinul guvernatorului Ungariei, arhiducele Albrecht, înființarea unei catedre de limbă și literatură română la Universitatea din Budapesta, începând cu anul universitar 1862 – 1863. La această catedră a fost numit profesorul Alexandru Roman (1826 - 1897), membru fondator al Academiei Române de la București și publicist, care predase limba română, începând cu anul 1850, la Liceul Premonstrantes din Oradea.
- În 1898, Ion Ciocan, fost student al acestei universități, a fost numit profesor la catedra de limba şi literatura română, unde a rămas, în această funcţie, până în anul 1909, când s-a pensionat.

## Viața studențească

### Biblioteca universitară

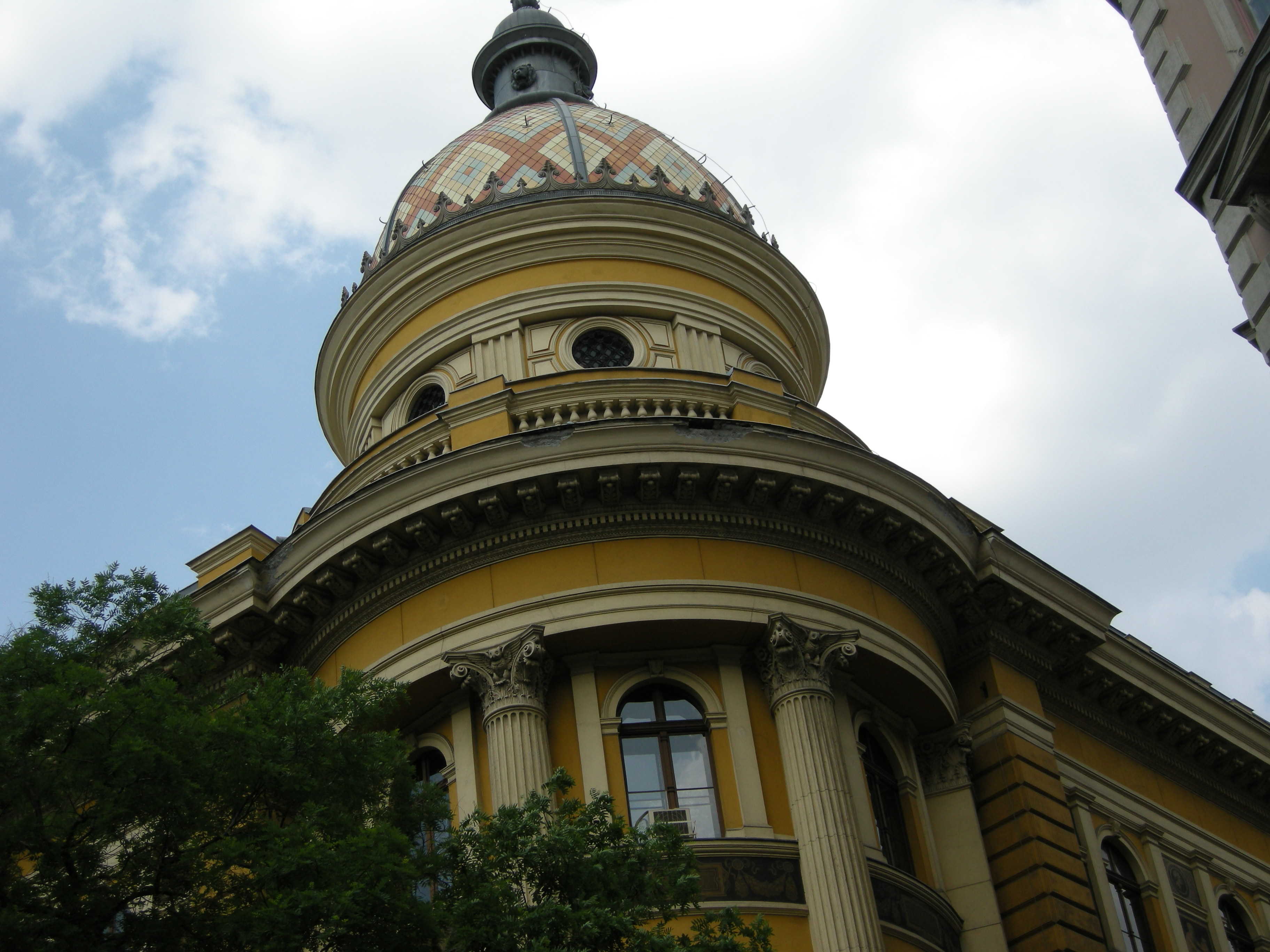
Biblioteca Universitară

Biblioteca Universitară a fost fondată în 1561 de către Nicolaus Olahus, arhiepiscop de Esztergom, ca Bibliotecă a Colegiului Iezuit din Nagyszombat. Fondurile istorice ale bibliotecii contează ca un element constitutiv al patrimoniului cultural al Ungariei cu cele 1,6 milioane de documente adunate în patru secole. Până în 1949, biblioteca era, mai presus de toate, enciclopedică, apoi constituite, în mod progresiv, secții specializate în Istoria Religiilor, teologie și filosofie, integrate de atunci în biblioteci specializate  în Istorie și Psihologie. Arhitectul clădirii Bibliotecii este Antal Skalnitzky.